# Wspólnota administracyjna Schwanfeld
Wspólnota administracyjna Schwanfeld – wspólnota administracyjna (niem. Verwaltungsgemeinschaft) w Niemczech, w kraju związkowym Bawaria, w rejencji Dolna Frankonia, w regionie Main-Rhön, w powiecie Schweinfurt. Siedziba wspólnoty znajduje się w miejscowości Schwanfeld.
Wspólnota administracyjna zrzesza dwie gminy wiejskie (Gemeinde):
- Schwanfeld, 1 918 mieszkańców, 12,00 km²
- Wipfeld, 1 094 mieszkańców, 5,24 km²